# Hepacivirus
Hepacivirus è un genere della famiglia Flaviviridae. La specie tipo è il virus dell'epatite C. I microorganismi di questo genere, come altri Flaviviridae, sono in grado di infettare i mammiferi.